# 罗伯特·杰米森·范德格拉夫
罗伯特·杰米森·范德格拉夫（Robert Jemison Van de Graaff，1901年12月20日—1967年1月16日），荷兰裔美国物理学家，任职于普林斯顿大学和麻省理工大学。生于美国亚拉巴马州塔斯卡卢萨。1929年，范德格拉夫发明了范德格拉夫起电机。

## 生平
范德格拉夫在塔斯卡卢萨获得了学士与硕士学位。
1929年，范德格拉夫在普林斯顿大学发明了第一台范德格拉夫起电机。1931年，他制作了一台更大的起电机，电压可达100万伏。